# História do Laos
País do Sudeste Asiático, localizado entre o Vietnã e a Tailândia, o Laos teve grande diversidade de habitantes, alguns consanguíneos dos quemeres, outros, os laocianos, grupo étnico predominante, dos tais. Os primeiros habitantes foram os kha, que já no século V moravam no país sob a soberania do Reino de Funan. Posteriormente, foram dominados pelo reino de Chenla e o primitivo Império Quemer, assim como o sucessor deste último, que estava baseado em Angkor. Os laosianos, originários do sul da China, deslocaram-se mais para o sul devido à pressão mongol, tendo, no século VIII, criado o poderoso reino de Nanchao, no sudoeste da China. A partir de Nanchao, os tais penetraram pouco a pouco na península da Indochina e suplantaram as primitivas tribos kas. Durante os séculos XII e XIII, fundaram o principado de Muong Swa (posteriormente, Louangphrabang).

## Do reino deLan Xang(1354 a 1707)ao fim do protetorado francês(1862 a 1893)

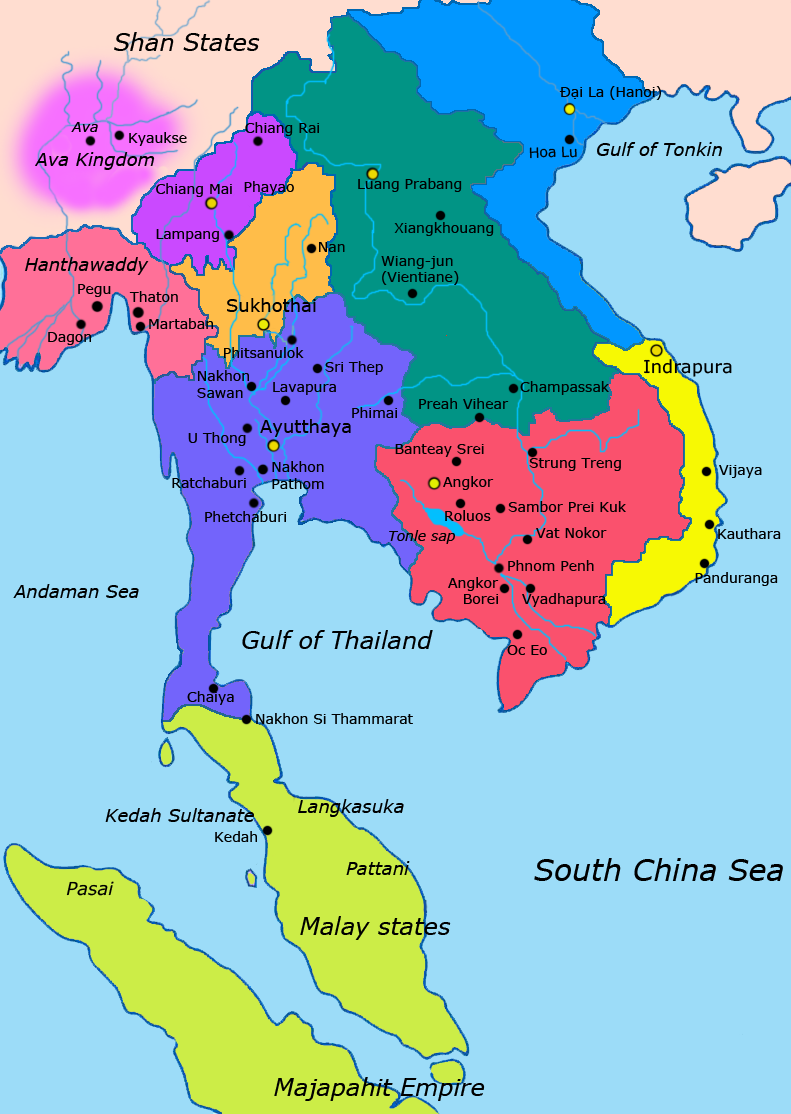
Sudeste Asiático em 1400: o Império Quemer em vermelho, o reino Aiutaaia (Sião) em violeta, o Reino de Lang Xang em verde, o Reino de Sucotai em laranja, o Champa em amarelo, o reino de Lanna em roxo, o Dai Viet em azul.

A história escrita do país começou quando, em 1353, o rei quemere de Angkor casou a sua filha com o príncipe lao Fa Ngum e o ajudou a fundar o primeiro estado laosiano, o reino independente de Lan Xang ("terra de um milhão de elefantes"), com capital em Luang Prabang, o qual, por um determinado período, foi muito poderoso. Entre 1353 e 1371, Fa Ngum conquistou extensos territórios, que, além do Laos, abrangiam grande parte do norte e leste da futura Tailândia, e introduziu o budismo. Entre 1373 e 1548, os seus sucessores rechaçaram o grupo tai e anexaram o vizinho reino de Lan Na (Chiang Mai), quando o Estado obteve sua máxima expansão. Em 1563, Vientiane tornou-se a capital do país.

Entre 1574 e 1591, o território do Laos foi atacado e destruído pelas forças birmanesas. Após um período de anarquia no século XVII, seguido do longo e próspero reinado de Souligna-Vongsa (Suliyavongsa), considerado a idade de ouro do Laos (1637–1694), Lan Xang entrou em decadência na primeira década do século XVIII. Ainda no século XVIII, hostilizado pelos vizinhos e por suas minorias tribais, Lanxang foi dividido entre os reinos de Champassak, Luang Prabang (norte) e Vientiane (sul). Os três reinos, debilitados pelas lutas entre si e pelos ataques de birmaneses, vietnamitas e siameses (tai), acabaram sendo submetidos ao domínio do Reino de Rattanakosin (atual Tailândia) em 1778. A expansão do Sião até o nordeste provocou, em meados do século XIX, os protestos da França, que estabelecera um protetorado sobre o Vietnã. Em 1887, o rei de Luang Prabang, Oun Kham (1869–1895), pediu proteção à França contra o Sião. Depois de alguns incidentes entre a França e o Sião, uma expedição militar francesa, em 1893, ocupou as cidades mais importantes e estabeleceu um protetorado, formando a Indochina, sendo que a anexação completa do país se deu entre 1904 e 1907. Entre 1893 e 1904, o reino de Sião assinou vários tratados reconhecendo o protetorado francês sobre o Laos. Em 1904, iniciou-se o reinado de Sisavang Vong, que se prolongou até 1959.
Em 1940, hostilidades entre a França e a Tailândia (antigo Sião). O Japão impõe à França o abandono da margem direita do rio Mecom. Em março de 1945, os franceses foram expulsos pelos japoneses, que proclamaram a independência do Laos. Dois movimentos, um anti-japonês e outro antifrancês, disputaram a supremacia. Depois da derrota do Japão na Segunda Guerra Mundial, foi formado um Governo Provisório. Em 1946, os Franceses, recusando a independência do país, expulsaram os nacionalistas, repuseram o rei no trono e concederam autonomia ao país.

## O Laos independente
| |  |  |
| O príncipe Souphanouvong, líder do partido nacionalista Pathet Lao, e seu meio-irmão, Suvanna Phuma |  |  |

Em 1949, os franceses assinaram um acordo com o rei de Luang Prabang pelo qual reinaria sobre uma monarquia constitucional semi-independente dentro da União Francesa. Porém, vários dissidentes do movimento nacionalista pró-independência Pathet Lao (Nação Lao), fundado pelo príncipe Souphanouvong e que participara ativamente da descolonização, fizeram uma aliança com as forças pró-comunistas do Vietminh, que estavam lutando contra os franceses no Vietnã, e ocuparam o Norte do país em abril de 1953, estabelecendo o governo do Pathet Lao. No ano seguinte, a Conferência de Genebra, que acabou com a Guerra da Indochina, ratificou a independência do Laos, obrigando as tropas vietnamitas e francesas a abandonarem o país, mas estabeleceu que o Pathet Lao devia deixar as duas províncias que ocupava. Seguiram-se enormes ajudas econômicas dos EUA, mas, a partir dessa data, as várias etnias entraram em sucessivos conflitos.
Suvanna Phuma, desde 1951 à frente de um governo neutralista, manteve-se como primeiro-ministro. Em 1955, o Laos foi admitido na Organização das Nações Unidas (ONU). Entre 1957 e 1964, sucessivos governos de união nacional congregaram neutralistas (Suvanna Phuma), comunistas (Suphanuvong) e monarquistas (Bun Um), mas a situação política continuou sendo instável. Em 1959, desencadeou-se a Guerra Civil do Laos entre as forças conservadoras, ajudadas pelos Estados Unidos, e as de esquerda (Pathet Lao), com o apoio da URSS. Em meados de 1961, Pathet Lao tinha obtido o controle de aproximadamente a metade do país, mas a luta continuou durante a década de 70, o que fez com que o Laos sofresse grandes prejuízos. Envolvido na Guerra do Vietnã (1964–1973), o país lutou contra os Estados Unidos e foi vítima de bombardeios norte-americanos e intervenções dos norte-vietnamitas e tailandeses.
Em 1971, os comunistas possuíam uma posição militar forte e forçaram conversações que levaram a assinatura de um cessar-fogo em 1973. Um ano depois, Souvanna Phouma concordou em estabelecer um novo governo de coalizão com o líder do Pathet Lao, seu meio-irmão Souphanouvong. Em 1975, porém, os militares do Pathet Lao controlavam praticamente todo o país e em 3 de dezembro a monarquia foi finalmente abolida, sendo destronado o rei Savang Vatthana (apoiado pela França e Estados Unidos), e proclamada a República Democrática Popular do Laos, de caráter comunista, sob a presidência de Suphanuvong. A partir de então, a política exterior do Laos esteve marcada por confrontos com o Camboja e a Tailândia.
|                                                               |  |  |
| Os líderes comunistas Kaysone Phomvihane e Khamtay Siphandone |  |  |

Souphanouvong permaneceu na presidência até 1986, embora o poder real estivesse nas mãos do secretário-geral do partido único que atuava como primeiro-ministro, Kaysone Phomvihane (1975–1992), cujo governo manteve fortes ligações com o Vietnã. A destruição causada pela guerra, a retirada da ajuda norte-americana, a nova política socialista do regime e a terrível seca de 1977 impediram o desenvolvimento do país. Em 1977, assinou-se um tratado de amizade com o Vietnã. Em 1980, constituiu-se uma frente nacional de liberação laosiana, apoiada pela China. Em 1986, Suphanuvong renunciou e, a partir de 1989, o primeiro-ministro Phomvihane iniciou um certo afrouxamento do regime político, assim como movimentos em direção à reestruturação da economia.
Devido a política mais liberal e às ajudas da URSS e do Vietnã, a situação do país foi melhorando. A partir da década de 1990, a influência do Vietnã no território diminuiu. Em 1989 decorreram as primeiras eleições e, dois anos mais tarde, foi promulgada uma Constituição presidencialista, embora mantivesse o país sob o controle político do Partido Revolucionário do Povo do Laos. Em 1992, Kaysone foi eleito Presidente, sendo sucedido por Nouhak Phoumsavane após sua morte. Khamtay Siphandone, primeiro-ministro desde 1991, assume a chefia do partido único. Os EUA reataram laços diplomáticos com o país e em maio de 1992 foi negociado um empréstimo pelo FMI. Em 1997, o Laos foi admitido na ASEAN. Em 1998, K. Siphandone tornou-se chefe de Estado. Em 2000, V. Vorachit foi nomeado primeiro-ministro. No entanto, o país continua a ser vítima dos problemas climáticos e das guerras do passado.